# Centana
Le mot latin centana (en français centaine) désigne une division territoriale d'origine mérovingienne, circonscription à la fois judiciaire et administrative d'origine germanique.

## Historique
Au Haut Moyen Âge, à l'époque mérovingienne, une nouvelle division administrative, la « centaine » apparut. Cette centaine était une subdivision du pays, ou pagus. La centaine était dirigée par un centenier. Ses fonctions sont judiciaires et administratives. Elles sont probablement les mêmes que celles d'un tunginus qui est cité dans la Loi salique qui cite un fonctionnaire subalterne tunginus aut centenarius. Cependant Grégoire de Tours ne cite pas ces fonctionnaires subalternes dans l’Histoire des Francs. Le décret de Clotaire II pris en 595 réorganise la justice à partir des centaines. De même, Childebert II prend un décret après le plaid des calendes de mars 596 pour organiser la justice dans son royaume avec des centeniers.
Elle correspondrait aux hundaris germaniques.
Dans les textes carolingiens, la centaine est encore évoquée comme subdivision administrative du comté, au côté du vicaire. La centaine est alors dirigée par un centenarius, un centurio ou un hunno (dans les territoires germaniques de l'empire). Les fonctions juridiques du centenier correspondent à la surveillance du territoire, le prélèvement de certaines taxes, le contrôle des poids et mesures et l'exécution des criminels.
Plus tardivement, cette subdivision du pagus n'est plus évoquée ; par contre, ce même pagus, à la base du comté, pouvait encore être subdivisé en ban (banum).